# Ложнослоник большой
Ложнослоник большой, или смоляной ложнослоник (лат. Platyrhinus resinosus) — вид жесткокрылых из семейства ложнослоников.

## Описание
Жук длиной от 9 до 12 мм, имеет чёрную окраску тела. Тело покрыто плотно прилегающими серо-белыми и коричнево-чёрными волосками. Голова и вершина надкрыльев в белых волосовидных чешуйках. Переднеспинка с вдавлением посередине, с поперечным килем в основании. Надкрылья с мелкими коричнево-жёлтыми пятнами на бугорках и на нечётных промежутках. Усики прикреплены под боковым краем головы. Лоб между глазами с выемкой.

## Ареал
Европа, включая европейскую часть России: от лесной зоны до степи.

## Экология
Личинка развивается в мёртвой, сырой, пораженной грибами пиреномицетами древесине старых лиственных деревьев, включая древесину ольхи (Alnus) и буков (Fagus).

## Замечания по охране
Вид занесён в Красную книгу Воронежской области (категория 3), Красную книгу Ленинградской области (категория 3) , Красную книгу Республики Карелия (2 категория).